# Ґуставо Гаретто
Ґуставо Гаретто (ісп. Gustavo Garetto; нар. 23 липня 1965) — колишній аргентинський тенісист.
Найвищу одиночну позицію світового рейтингу — 186 місце досяг 30 листопада 1987, парну — 170 місце — 24 лютого 1992 року.

## Титули на челленджерах

### Парний розряд: (1)
| Рік  | Турнір         | Покриття | Партнер          | Суперники                        | Рахунок       |
| ---- | -------------- | -------- | ---------------- | -------------------------------- | ------------- |
| 1991 | Сантьяго, Чилі | Ґрунт    | Марсело Інгарамо | Ганс Гільдемайстер Феліпе Рівера | 6–2, 4–6, 6–4 |